# المعترض (سباح)

تعديل مصدري - تعديل

المعترض هي إحدى قرى عزلة سباح بمديرية سباح التابعة لمحافظة أبين، بلغ تعداد سكانها 63 نسمة حسب تعداد اليمن لعام 2004.